# M. Philip Kahl
Marvin Philip Kahl, Jr. (* 28. September 1934 in Indianapolis, Indiana; † 4. Dezember 2012 in Sedona, Arizona), allgemein als M. Philip Kahl bekannt, war ein US-amerikanischer Biologe und Naturfotograf.

## Leben
Kahl war der Sohn von Marvin Philip Kahl senior und Kathleen Black Kahl. Um sich von seinem Vater, der Alkoholiker war, abzugrenzen, ließ Kahl den Vornamen Marvin und das junior streichen und nannte sich während seiner gesamten Karriere M. Philip Kahl. 1948 schloss er die Orchard School, eine private Elementary School, und 1952 die Shortridge High School in Indianapolis ab. Da er nur begrenzte finanzielle Unterstützung hatte, besuchte Kahl die nahe gelegene Butler University als Tagesstudent und erlangte dort 1956 den Bachelor of Science in Botanik und Zoologie. Nach seinem Abschluss ging Kahl nach Florida, wo er sich mit Robert Porter Allen, dem Forschungsdirektor der National Audubon Society auf den Florida Keys, anfreundete. Kahl widmete sich dem Studium des Waldstorches, der einzigen Storchenart, die auch in Nordamerika brütet. Dank der Unterstützung von Allen erhielt Kahl ein Audubon-Forschungsstipendium, mit dem er ab 1959 eine Langzeitstudie im Corkscrew Swamp Sanctuary, der größten Waldstorch-Brutkolonie in den Vereinigten Staaten, realisieren konnte. Das Ergebnis dieser Arbeit bildete die Grundlage für seine Dissertation Food ecology of the Wood Stork in Florida: a study of behavioral and physiological adaptations to seasonal drought. 1957 wurde Kahl in die United States Army eingezogen, wo er in der medizinischen Bibliothek einer Militäreinrichtung in Atlanta arbeitete. Er erhielt jedoch eine vorzeitige Entlassung, um sich an der University of Georgia in Athens einzuschreiben. 1961 graduierte er zum Master of Science und 1963 wurde er zum Ph.D. promoviert. Unmittelbar danach folgte ein Postdoc-Stipendium der National Science Foundation für ein zwei Jahre dauerndes Forschungsprojekt über Störche und verwandte Arten am Makerere College (in Zusammenarbeit mit der University of London) in Kampala, Uganda. Es war die erste von 18 verschiedenen Reisen, die er in 34 Jahren auf dem afrikanischen Kontinent absolvierte.
Im Zeitraum von 1959 bis 1969 studierte Kahl das Brutverhalten aller elf damals bekannten Storchenarten der Welt. Diese Arbeit führte ihn in elf Länder auf fünf Kontinenten. Er absolvierte Forschungsprojekte über den Waldstorch (Florida), den Nimmersatt (Kenia), den Buntstorch (Indien), den Milchstorch (Indonesien, Kambodscha), den Silberklaffschnabel (Indien, Thailand), den Glanzklaffschnabel (Kenia, Uganda), den Abdimstorch (Kenia, Äthiopien), den Wollhalsstorch (Kenia, Indien), den Weißstorch (Polen), den Schwarzstorch (Südafrika, Polen), den Maguaristorch (Argentinien), den Riesenstorch (Indien), den Sattelstorch (Kenia, Uganda), den Jabiru (Argentinien), den Großen Adjutant (Indien), den Marabu (Kenia, Uganda) und den Sunda-Marabu (Indien). Diese Verhaltensstudien führten 1972 zu seiner Revision der Klassifikation der Storchenfamilie (Ciconiidae), bei der die Anzahl der Arten auf 17 erhöht wurde. Sein zweites Interesse galt den Flamingos, von denen er in einem Zeitraum von 16 Jahren alle fünf Arten sowohl in freier Wildbahn als auch in menschlicher Obhut studierte und fotografierte. Die dritte Vogelgruppe, der er sich widmete, waren die Löffler, von denen er zwischen 1979 und 1989 alle sechs Arten fotografierte.
Kahl war auch ein renommierter Naturfotograf, der in den Vereinigten Staaten und in 83 weiteren Ländern das Verhalten von Vögeln fotografierte oder filmte. Seine Fotos fanden u. a. als Titelcover der Zeitschriften National Geographic Magazine, Audubon, International Wildlife und Natural History Verwendung und Großproduktionen, wie die Fernsehserie Im Reich der wilden Tiere (1973, 1974) oder der Dokumentarfilm Die Paarungen der Tiere (1974) zeigten Filmmaterial von Kahl.
1988 wurde Kahl mit dem MacArthur Fellowship ausgezeichnet. Das Preisgeld von 320.000 US-Dollar, das in einem Zeitraum von fünf Jahren ausgezahlt wurde, erlaubte es ihm, auf das Studium des Elefantenverhaltens umzusteigen. Kahl und sein Begleiter Billie Armstrong verbrachten von 1991 bis 1997 in Afrika, um das Verhalten von Elefanten zu beobachten und ihre Beobachtungen auf Film und Tonband aufzuzeichnen. Der größte Teil ihrer Studie befasste sich mit der visuellen Kommunikation von wilden Elefanten im Hwange-Nationalpark in Simbabwe.

## Schriften (Auswahl)
- Peter H. Capstick: Death in the Long Grass: A Big Game Hunter’s Adventures in the African Bush. Fotografien von M. Philip Kahl. 1977.
- Wonders of Storks. 1978.
Deutsch: Welt der Störche. 1978.
- mit James A. Hancock: Storks, Ibises and Spoonbills of the World. Illustrationen von Alan Harris und David Quinn.